# Mannen utan väg
mannen utan väg är en diktsamling av Erik Lindegren utgiven 1942. Med sitt polyfona bildrika språk anses den vara en av de mest särpräglade och banbrytande diktsamlingar som givits ut på svenska. Den hör till klassikerna i svensk litteratur och finns med i både Världsbiblioteket och De 50 bästa diktsamlingarna. Vid 100-årsminnet av Erik Lindegrens födelse 2010 gavs den ut på nytt i volymen Samlade dikter. Verket kan också läsas i sin helhet på Litteraturbanken.

## Bakgrund och utgivning
Bokens fyrtio dikter utgör en förening av disharmoniskt söndersprängt bildspråk samlat i en harmonisk och symmetrisk form, så kallade sprängda sonetter,  bestående av vardera fjorton rader uppdelade i sju tvåradiga strofer. Lindegrens avsikt var att, likt en litterär motsvarighet till Picassos målning Guernica, ge uttryck åt sin samtids vanmakt under andra världskriget.
mannen utan väg skrevs 1939-1940. Litterärt inflytande märks från T.S. Eliots Det öde landet, Gunnar Ekelöfs sent på jorden och vännen Artur Lundkvists 1930-talsdiktning. Intryck från surrealismen och Lundkvists förmedling av den nyaste modernistiska poesin hade också en viktig betydelse.  Lindegren tog även starka intryck från surrealistiska bildkonstnärer som Salvador Dali och medlemmarna i Halmstadgruppen samt klassisk musik, främst Stravinskij och Bach, när han skapade dikterna. Formen, sprängda sonetter, fann han i Lawrence Durrells diktsvit The sonnets of Hamlet (1939).
Diktsamlingen refuserades till en början obevekligt av Bonniers och andra förlag. Artur Lundkvist hörde hur den hånades som ett dåligt skämt i förlagskorridorerna. 1941 publicerades ett urval av dikterna i tidskriften Horisont under titeln Limbo. Året därpå lånade Lindegren ihop pengar och gav ut mannen utan väg i 200 exemplar på eget förlag. Boken väckte då lite uppmärksamhet och förståelse.
Men när den återutgavs av Bonniers 1945 blev den en av decenniets och fyrtiotalismens mest omtalade verk. Den gav bland annat upphov till den så kallade obegriplighetsdebatten när Sten Selander, som hörde till en äldre författar- och kritikergeneration, angrep den modernistiska lyriken i allmänhet och mannen utan väg i synnerhet för att vara alltför dunkel och svårbegriplig.
Vid utgivningen 1945 presenterade Lindegren själv verket i Bonniers förlagstidning:
| ” | Om "mannen utan väg'" kan sägas ha en viss apokalyptisk prägel, kan tidsläget till stor del ta åt sig den tvivelaktiga äran av detta faktum. Författarens hopp är att såväl innehåll som form återspeglar något av denna korta men laddade tidsrymds massuppbåd av katastrofer och serie chocker mot det mänskliga nervsystemet, och att samlingen ändå är något mer än ett mer eller mindre lyckat eller misslyckat tidsdokument, att den inte endast återspeglar ett yttre och inre virrvarr utan också något av det...mänskligas vanmakt, nödläge och kamp. Formellt kan man kanske spåra influenser från surrealistisk bildkonst och från modern, klassicerande musik. Formen – söndersprängd sonett – vill ge något av spänningen mellan rationellt och irrationellt i den moderna naturvetenskapliga världsbilden, bildspråket som inte väjer för det groteska, vill hela tiden understryka det brutala överraskningsmomentet i verkligheten. Författarens strävan har kort sagt varit att ge det smärtsamma och patetiska, det ovissa och komplicerade en objektiv och saklig form. | „ |

## Stil och tematik
Den formella regelbundenheten i förening med det surrealistiskta bildspråket gjorde mannen utan väg till ett avvikande verk i den samtida svenska litteraturen. Medan bildspråket var avgjort modernistiskt, skapade sonettformen en distans till detta modernistiska och tidstypiska språk.
Texten i mannen utan väg består av ett fyrradigt inledande motto (skugglös slingrar sig misstagens väg / på jorden det främmande djupet / betraktad av solens asketiska öga / och horisonters medfödda blindhet) och fyrtio fjortonradiga dikter, numrerade från I till XL, var och en bestående av sju tvåradiga strofer. I utgåvorna från 1942 och 1945 täcker varje dikt ett helt uppslag, varvid vänstersidan upptas av de två första stroferna och högersidan av de fem följande. Interpunktion förekommer knappt alls. Versaler förekommer endast i början av tre namn  (Narkissos, Orestes, Medusa).
Det mest framträdande inslaget i mannen utan väg är det egenartade, surrealistiskt färgade bildspråket. Vanligt är personifiering av abstrakta begrepp (diade evigheten med en grimas) och levandegörande av döda ting, kroppsdelar eller naturföreteelser (ordet begår harakiri, även en järnvägsolycka stammar förlåt, ögonbrynet ryckte på de mullfärgade axlarna). Ett karakteristiskt inslag är nybildade ordsammansättningar, exempelvis dödgångare, evighetsrök, evighetsskog, framtidsjord, månskenssolo, småljud, standardbröst, ökensvedd, önskekramp.
Slutrim förekommer inte i mannen utan väg, men däremot ofta allitteration: i speglarnas sal där en blir de mycket för många / och dock ville falla som dagg i tidens grav. Ibland förekommer assonans tillsammans med allitteration: förvandlade luften till löfte och mull.
I dikterna förekommer växelvis ett "jag" och ett "vi", där "vi" har tolkats som diktjaget som talesman för ett kollektiv, samtidens människor eller mänskligheten i alla tider. Diktjaget dominerar samlingen men det förekommer även gestalter utanför diktjaget som "segraren", "dödgångaren" och "den drunknade". I några dikter tilltalas även ett kvinnligt "du".
Tematiskt rör sig dikterna i mannen utan väg mellan tre nivåer: en samtidshistorisk, där dikterna uttrycker känslor av vanmakt hos ett kollektiv; en existentiell, där det gäller huvudpersonens hållning till kärleken och hatet, handlingen och vanmakten, livet och döden; och en universell, där mannen utan väg blir den moderna människan, som famlar efter en tro och en framkomlig väg i en ödelagd tillvaro. På var och en av dessa nivåer sker en utveckling, varigenom ett slags handling framträder.
Ett framträdande motiv i samlingen är väg- eller vandringsmotivet. Detta antyds redan i bokens titel och i mottots misstagens väg och återkommer senare i flera av dikterna.

## Mottagande och betydelse
Vid sin första utgivning fick boken bara ett fåtal recensioner som alla hade sina reservationer. Olof Lagercrantz var mest förbryllad och tyckte att "någon ledande tanke eller genomgående tema letar man förgäves efter. Man får vara glad om en och annan strof blänker till med något som liknar en förnuftig mening". Gunnar Ekelöf ansåg att det var "poesi för poeter" men berömde verkets musikaliska komposition "Lindegrens poetiska tonspråk är som synes vävt av stämmorna tanke, bild och känsla men utan att någondera av dem blir melodi och självändamål".
Artur Lundkvist som var en av de få som såg dikternas kvalitéer redan på manusstadiet hade också sina reservationer, men var överlag mer positiv. I sin recension i GHT den 28 maj 1942 gav han följande karakteristik: "Hela diktföljden är en enda elegi, en smärtsamt sammansatt, motsägelsefull nutidsmänniskas klagosång. Den får aldrig samla sig kring en enhetlig känsla, aldrig stiga till bärande patos: den avbryter, upphäver och hånar sig själv beständigt...Det är sträckbänkens och det omöjliga valets lyrik...Det finns inga gripbara förlopp och motiv i denna lyrik, den avstår från yttervärldens sammanhang och vänder sig inåt till en medvetandets bildvirvel där fragment av otaliga disparata upplevelser glimtar förbi"
Vid återutgivningen hyllades boken däremot som ett av sin tids främsta och mest originella litterära verk:
"Genom att låta det ena maskbytet med nödvändighet födas ur det  andra har Erik Lindegren skapat en i vår moderna lyrik enastående svit av komprimerade tids- och begreppssymboler...Ett modernt orestesdrama. - Lennart Göthberg i Stockholms-Tidningen.
"Fyrtiotalistpoesins mästerverk...diktaren gestaltar sitt väldiga tema, vår tids inre och yttre sönderslitenhet, med verklig begåvning." - Per Meurling i Ny Dag
"...det mest övertygande lyriska dokumentet hittills över 40-talets inbrott i den svenska litteraturen" - P.G Kyle i GHT
Några av de som tidigare varit kritiska och avfärdat dikterna svängde nu också och började hylla verket.
Samtidigt uppstod en uppmärksammad polemik mellan Karl Vennberg och Sten Selander, den så kallade obegriplighetsdebatten, om den moderna lyrikens språk och begriplighet. Lindegren gav sig själv också in i debatten med artikeln Tal i en egen sak.

### Inflytande
mannen utan väg betraktas som ett centralt verk inom fyrtiotalismen och banbrytande för modernismen i svensk litteratur. Direkt efterbildad har den sällan blivit, men indirekt har dess poetiska stil och ideologiska hållning utövat ett vidsträckt inflytande. Det finns dock avvikande uppfattningar. Bland annat beskriver Peter Luthersson i sin bok Svensk litterär modernism (2002) Lindegrens dikter som "bombastiska ekon" och "pompösa abstraktioner". Poeten och litteraturkritikern Magnus William-Olsson hör däremot till dem som under 2000-talet har framhållit dikternas tidlöshet och inflytande över samtida lyrik.

## Utgivning
- Br. Lagerström/[Seelig], Stockholm 1942 (200 exemplar varav 150 numrerade) Libris
- Bonniers, Stockholm 1945 Libris
- Podium, Stockholm 1999 Libris

### I samlingsutgåvor
- Dikter 1942-1947, Bonniers, Stockholm 1953 Libris, ny utgåva 1954 Libris
- Dikter 1940-1954, Bonniers, Stockholm 1962 Libris, ny utgåva pocket, Delfinserien 1989 Libris
- Samlade dikter, Themis, Stockholm 2010 Libris

### På andra språk
- L'homme sans voie, i fransk tolkning av Jean-Clarence Lambert, Paris 1952 Libris
- El hombre sin camino, i spansk tolkning av Francisco J. Uriz, Vitoria 1998 Libris

### Tonsättning
Karl-Birger Blomdahls oratorium I speglarnas sal (1953) är en tonsättning av nio dikter ur mannen utan väg.